# عيودة (لقصابي تاكوست)
عيودة هي إحدى مشيخات المملكة المغربية، تتبع جغرافيا لإقليم كلميم وإداريًا للقصابي تاكوست. يقدر عدد سكانها بـ 316 نسمة حسب الإحصاء الرسمي للسكان والسكنى لسنة 2004.